# Because (песня The Beatles)
«Because» (с англ. — «Потому что; Поскольку») — песня группы The Beatles, написанная Джоном Ленноном (авторство, как обычно у Beatles, приписано Леннон — Маккартни) и записанная The Beatles в 1969 году. Песня выделяется своей прекрасной трёхчастной вокальной гармонией в исполнении Джона Леннона, Пола Маккартни и Джорджа Харрисона, записанной наложением три раза, так что в результате получилось девять голосов. Впервые песня появилась на второй стороне альбома Abbey Road (1969); вслед за ней следует сюита из нескольких песен (medley), начинающаяся с «You Never Give Me Your Money» (с первыми нотами которой прекрасно сочетается последний вокальный аккорд «Because»).

## Создание песни
Песня начинается с характерного вступления на клавесине, на котором играл Джордж Мартин. К клавесину присоединяется гитара Леннона (имитирующая по звучанию партию клавесина), звук которой пропущен через колонку Лесли. Затем вступают голоса и бас-гитара.
«Because» — одна из нескольких записей The Beatles, сделанных с использованием синтезатора Муга, на котором играет Джордж Харрисон. Его партия появляется в том месте песни, которое Алан Поллак (en:Alan W. Pollack) называет «мини-связкой», а затем снова в конце композиции. Группа была одной из первых, начавших экспериментировать в рок-музыке с синтезатором Муга, используя его наравне с «традиционными» до этого для рок-групп инструментами (в частности, такими группами были ещё The Doors, Simon and Garfunkel и The Rolling Stones).
По словам Леннона, близкое сходство песни с «Лунной сонатой» Людвига ван Бетховена не случайно: «Йоко играла бетховенскую „Лунную сонату“ на фортепиано… Я сказал: „А ты можешь сыграть эти аккорды в обратном порядке?“ − и написал „Because“ вокруг них. Слова песни говорят сами за себя … Никаких выдумок, никаких неясностей. (англ. No imagery, no obscure references.)»

## Музыкальная структура
Что касается дискуссий о том, сподвигло ли Леннона на сочинение этой песни цитирование бетховенской «Лунной сонаты», музыковед Уолтер Эверетт (en:Walter Everett) отмечает, что «в обоих случаях используются арпеджио трезвучия и септаккорды в C# миноре в баритоновом диапазоне клавиатуры инструмента в медленном темпе, перемещающиеся через субмедианту в ♭ II и подходя к VII dim 7/IV через общий тон».
Ещё одно сходство «Because», которая тоже в C#, открывается с ♭VI (аккорд на «…cause»), перемещается на 1-й аккорд (C#m на «wind»), затем на ♭VI7 (A7 на «high») перед переключением на ♭ii dim (D dim) на «love is old love is new» (IV-F#). Третий такт «Лунной сонаты» не содержит этого перемещения с ♭VI (A) к ♭II (D/F#), но Доминик Педлер (англ. Dominic Pedler) указывает, что это именно из-за того, что Леннон вдохновлялся при сочинении обратным следованием аккордов/
«Because» заканчивается вокальным затуханием на Dm, что оставляет слушателя в напряжении и ожидании возвращения на первоначальный аккорд C#. Уилфред Меллерс (англ. Wilfred Mellers) поясняет это: «причинная связь освобождена и нет „до“ или „после“: поскольку эта пониженная вторая ступень — момент откровения, она не нуждается в разрешении». Аккорд D dim (и сопровождающая его мелодика в F) длятся, пока не разрешаются в открывающем следующую композицию «You Never Give Me Your Money» аккорде Am, так что Dm в ретроспективе может рассматриваться как аккорд VII dim от Am.

## Запись
Основная сессия записи «Because» состоялась 1 августа 1969 года, запись вокальных наложений — 4 августа, а запись на две дорожки партии синтезатора Moog, сыгранной Харрисоном — 5 августа. В результате, это была последняя песня альбома, полностью записанная на плёнку, хотя после этого ещё записывались наложения для других незаконченных песен. Версии песни без инструментального сопровождения можно найти на альбомах Anthology 3 (1997 год) и Love (2006 год). Обе версии содержат вокальные партии в исполнении Леннона, Маккартни и Харрисона, но версия в Love несколько замедлена и в неё добавлены звуки пения птиц.

## Участники записи
В записи песни принимали участие:
- Джон Леннон — троекратно (на три дорожки) записанный основной гармонический вокал (средний регистр), электрогитара.
- Пол Маккартни — троекратно записанный второй гармонический вокал (верхний регистр), бас-гитара.
- Джордж Харрисон — троекратно записанный третий гармонический вокал (нижний регистр), синтезатор Муга.
- Джордж Мартин — электро-спинет Baldwin клавесин.

## Кавер-версии
| Год              | Исполнитель                 | Издание                                            | Примечание                                                                                              |
| ---------------- | --------------------------- | -------------------------------------------------- | --- |
| 1969             | Gary McFarland              | Today                                              | |
| 1976             | Lynsey De Paul              | All This and World War II                          | |
| 1977             | Devo                        | The Truth About De-Evolution (soundtrack)          | Песня звучит на завершающих титрах фильма.                                                              |
| 1978             | Alice Cooper & The Bee Gees | Sgt. Pepper’s Lonely Hearts Club Band (soundtrack) | |
| 1982             | Pedro Aznar                 | Pedro Aznar                                        | |
| 1994             | The Nylons                  | The Nylons                                         | |
| 1998             | Vanessa-Mae                 | George Martin's In My Life                         | Ванесса Мэй исполняет мелодию соло на скрипке на фоне хора, поющего слова.                              |
| 1999             | Elliott Smith               | American Beauty (soundtrack)                       | |
| 2005             | George Clinton              | How Late Do U Have 2BB4UR Absent?                  | |
| 2005             | Ná Ozzetti & André Mehmari  | Piano e Voz                                        | |
| 2007             | Solveig Slettahjell         | Domestic Songs                                     | |
| 2007             | Various artists             | Across the Universe                                | Шесть главных и три второстепенных персонажа фильма совместно исполняют девять вокальных партий вместе. |
| 2009             | Martin John Henry           | Abbey Road Now!                                    | |
| 2009             | Gerry Rafferty              | Life Goes On                                       | |
| Unconfirmed Year | Alejandro Dolina            | Tangos del Bar del Infierno                        | Также использована как заглавная тема (заставка) для его радиошоу La Venganza Será Terrible.            |